# Flugprofilrecorder
Bei dem Flugprofilrecorder (FPR) handelt es sich um ein Luftkampf-Trainingssystem der Firma Diehl Aerosystems, das für Kampfflugzeuge wie F4 Phantom oder Tornado, genutzt wird. Hierbei nutzt das System die Satelliten des NAVSTAR Global Positioning System (GPS) zur Positionsbestimmung im Luftraum und zeichnet diese auf.

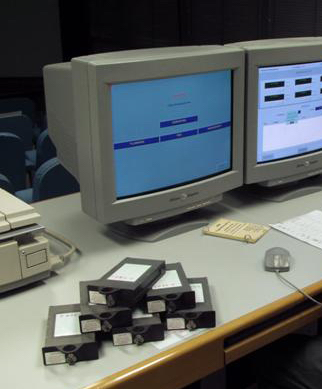
FPR – Flugprofilrecorder

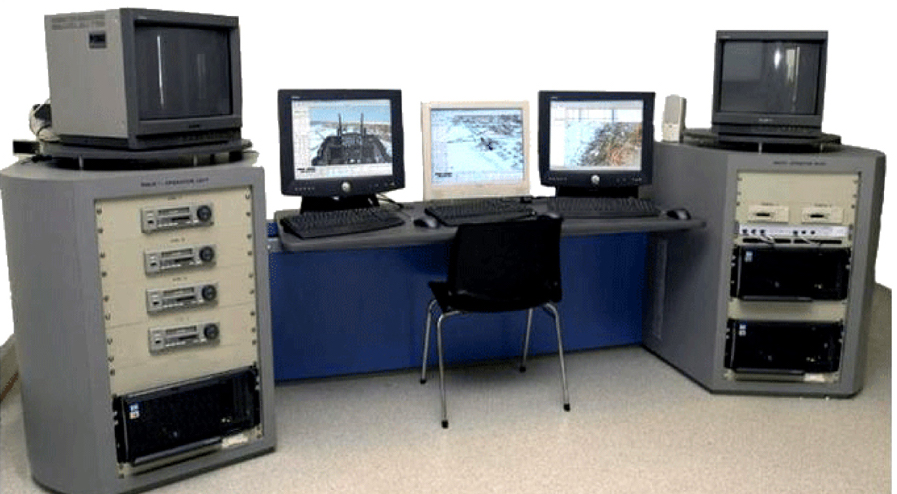
FPR – Flugprofilrecorder

Wird bei einem Trainingsflug der Flugprofilrecorder eingesetzt, werden alle Flugmanöver, die bei dem Trainingsflug von einem Kampfflugzeug absolviert werden, von einem FPR-Pod aufgezeichnet. Der FPR-Pod ist ein elektronisches Bauteil, dass in etwa die Form einer Luft-Luft Rakete hat und am Flügel des Jets befestigt ist. Mit diesem Instrument haben die Besatzungen z. B. die Möglichkeit, den Einsatz verschiedener Waffen und Munitionsarten zu simulieren. Im Anschluss an eine Trainingsmission werden Datenträger aus dem FPR-Pod in einer sich am Boden befindlichen Dockingstation eingelegt und ausgelesen. Die gesammelten Daten, die während einer Trainingsmission von den verschiedenen teilnehmenden Kampfflugzeugen gesammelt wurden, können nun dreidimensional auf einer digitalen Landkarte des beflogenen Gebietes dargestellt werden. Die Daten, die z. B. aus Höhen-, Geschwindigkeits-, Positions-, Zeit- und Identitätsdaten bestehen, können nun zur Nachbesprechung der geflogenen Manöver, dem sogenannte Debriefing, genutzt werden. Hierbei kann anhand unterschiedlicher Perspektiven das jeweils trainierte Manöver analysiert und veranschaulicht werden. Eventuelle Verbesserungsmöglichkeiten können hierbei aufgezeigt und besprochen werden.
Das Luftkampftrainingssystem mit dem Flugprofilrecorder hat sich seit dem Jahr 2000 in ganz Europa auf NATO-Ebene durchgesetzt. In der deutschen Luftwaffe wurde das System zunächst im Taktisches Luftwaffengeschwader 71 „Richthofen“ (TaktLwG 71 „R“) als Pilotprojekt eingeführt und zur Ausbildung der Piloten in der Kunst des Luftkampfes genutzt. Kurze Zeit später folgten auch alle anderen taktischen Luftwaffengeschwader nach.
Die Bundesregierung hat für den Flugprofilrecorder, als militärisches Gut, eine Ausfuhrgenehmigung erteilt. Es darf nach Belgien, Griechenland, Israel, Italien, Niederlande, Norwegen, Polen, Schweden, Schweiz, Spanien, die Vereinigten Staaten und das Vereinigte Königreich ausgeführt werden.